# Fibre Channel
Fibre Channel o Canal de Fibra (FC) és un protocol de transferència de dades d'alta velocitat que proporciona en ordre, sense pèrdues, lliurament de dades de blocs sense processar. El canal de fibra s'utilitza principalment per connectar l'emmagatzematge de dades de l'ordinador als servidors. a les xarxes d'àrea d'emmagatzematge (SAN) en centres de càlcul comercials.
El Canal de Fibra està estandarditzat pel Comité Tècnic T11 del Comité Internacional per a Estàndards de Tecnologies de la Informació, comitè acreditat per l'Institut d'Estàndards Nacional Americà.
Va ser creat per utilitzar-se principalment al camp de la supercomputació, però s'ha convertit en el tipus de connexió estàndard per a xarxes d'emmagatzematge dins de l'àmbit de l'emmagatzematge empresarial. A pesar d'utilitzar aquest nom, la senyalització del Canal de Fibra pot funcionar tant sobre parells de coure, com sobre cables de fibra òptica.
El protocol de Canal de Fibra (FCP) és el protocol d'interfície de SCSI sobre Fibre Channel.

## Història
El canal de fibra començar el seu desenvolupament el 1988, amb l'aprovació de l'estàndard per ANSI en 1994, com una forma de simplificar el sistema HIPPI, llavors en ús per a funcions similars. HIPPI utilitzava una mànega de 50 parells i connectors molt grans, i estava limitat en la longitud dels cables. El canal de fibra va ser especialment interessant per simplificar les connexions i augmentar les distàncies, més que per augmentar la velocitat. Més tard va ampliar la seva aplicació a l'emmagatzematge en disc SCSI, permetent velocitats més elevades i un nombre molt més elevat de dispositius.
També va aportar suport per a un nombre elevat de protocols de nivell superior, incloent SCSI, ATM i IP, sent per SCSI el seu ús més freqüent.

## Topologies del canal de fibra
Un enllaç al canal de fibra consisteix en dues fibres unidireccionals que transmeten en direccions oposades. Cada fibra està unida a un port transmissor (TX) i a un port receptor (RX). Depenent de les connexions entre els diferents elements, podem distingir tres tipologies principals de canal de fibra:

- Punt a punt (FC-P2P). Dos dispositius es connecten l'un a l'altre directament. És la topologia més simple, amb connectivitat limitada a dos elements.
- Anell arbitrat (FC-AL). En aquest disseny, tots els dispositius estan en un bucle o anell, similar a una xarxa token ring. Afegir o treure un element de l'anell fa que s'interrompi l'activitat en si mateix. La decisió d'un dispositiu fa que s'interrompi l'anell. Hi concentradors de canal de fibra que connecten múltiples dispositius entre si i que poden pontejar els dispositius que han fallat. Un anell també es pot fer connectant cada port al següent element formant l'anell. Sovint, un anell arbitrat entre dos dispositius negociarà per a funcionar com connexió P2P, però aquest comportament no és requerit pel standard.
- Medi commutat (FC-SW). Tots els dispositius o bucles de dispositius es connecten a commutadors (switches) de canal de fibra, conceptualment similars a les modernes implementacions ethernet. Els commutadors controlen l'estat del medi físic, proporcionant interconnexions optimitzades.

| Característica                 | Punt a Punt                 | En Anell                                   | Commutada                               |
| ------------------------------ | --------------------------- | ------------------------------------------ | --------------------------------------- |
| Ports (max.)                   | 2                           | 127                                        | ~16777216 (224).                        |
| Mida d'adreça                  | N/A                         | 8-bit ALPA                                 | 24-bit Port ID                          |
| Assignació d'adreça            | N_Port Login                | Inicialització de bucle i Login del medi   | Login del medi                          |
| Connexions simultànies         | 1                           | 1                                          | Ports/2                                 |
| Efecte de fallada port         | Fallada enllaç              | Fallada Anell, excepte si ponteja          | Fallada d'enllaç entre switch i port    |
| Manteniment simultani          | Enllaç caigut               | Pot afectar l'anell complet                | Caiguda de l'enllaç entre switch i port |
| Expansió                       | Enllaços addicionals P2P    | Connexió de nou enllaç al controlador      | Connexió de nou enllaç al commutador    |
| Redundància                    | Afegir enllaç P2P redundant | Ús d'enllaços duals                        | Ús de commutadors redundants            |
| Velocitats d'enllaç suportades | Totes                       | Totes(Tots els seus dispositius)           | Totes (possibilitat de mescla)          |
| Tipus de medi suportat         | Tots                        | Tots                                       | Tots                                    |
| Classes de serveis suportades  | Totes                       | 1, 2 i 3                                   | Totes                                   |
| Entrega de trames              | Ordenades                   | Ordenades                                  | Ordre no garantida                      |
| Accés al medi                  | Dedicat                     | Arbitrari                                  | Dedicat                                 |
| Cost per port                  | Cost de port                | Cost de port + cost d'anell (concentrador) | Cost de port + cost de port en switch   |

## Capes del canal de fibra
El canal de fibra és un protocol amb cinc capes, anomenades:
- FC0 La capa física, que inclou els cables, l'òptica de la fibra, connectors, etc.
- FC1 La capa d'enllaç de dades, que implementa la codificació i descodificació dels senyals.
- FC2 La capa de xarxa, definida per l'estàndard FC-PI-2, que constitueix el nucli del canal de fibra i defineix els protocols principals.

- FC3 La capa de serveis comuns, una fina capa que pot implementar funcions com el xifrat o RAID.
- FC4 La capa de mapatge de protocol, en la qual altres protocols, com SCSI, s'encapsulen en unitats d'informació que es lliuren a la capa FC2.

FC0, FC1 i FC2 també es coneixen com a FC-PH, les capes físiques del canal de fibra.
Les implementacions del canal de fibra estan disponibles a 1, 2 i 4 Gbit/s. Un estàndard a 8 Gbit/s està en desenvolupament. Un desenvolupament a 10 Gbit/s ha estat ratificat, però en aquest moment només s'usa per interconnectar switches. No hi ha encara iniciadors ni dispositius de destinació a 10 Gbit/s basats en l'estàndard. Els productes basats en els estàndard a 1, 2, 4 i 8 Gbit/s han de ser interoperables, i compatibles cap enrere; l'estàndard a 10 Gbit/s, però, no serà compatible cap enrere amb cap de les implementacions més lentes.

## Ports
Al canal de fibra es defineixen els següents ports:
- E_port és la connexió entre dues switches del canal de fibra. També coneguda com a port d'expansió, quan dos E_ports entre dos switches formen un enllaç, aquest enllaç es denomina enllaç de InterSwitch o ISL.
- EX_port és la connexió entre un router de canal de fibra i un switch de canal de fibra. A l'extrem del switch, el port és com el d'un E_port, però en l'extrem del router és un EX_port.

- F_port és una connexió de mitjans en una topologia commutada. Un port F_port no es pot utilitzar per a un bucle de dispositiu.
- FL_port és la connexió de mitjans en un bucle públic en una topologia d'anell arbitrat. També conegut com a port de bucle. Noteu que un port de switch es pot convertir automàticament en un F_port o FL_port depenent de quina s'estigui connectant.
- G_port o port genèric en un switch pot operar com I_port o F_port.
- L_port és el terme genèric utilitzat per a qualsevol tipus de port de bucle, NL_port o FL_port. També conegut com a port de bucle.
- N_port és la connexió de node dels servidors o dispositius d'emmagatzematge en una topologia commutada. També es coneix com a port de node.
- NL_port és la connexió de node dels servidors o dispositius d'emmagatzematge en una topologia d'anell arbitrat. També conegut com a port de bucle de node.
- TE_port és un terme utilitzat per a múltiples ports I_ports units junts per a crear una amplada de banda major entre switches. També coneguts com a ports d'expansió trunking.

## Variants del medi òptic portador
| Tipus de medi             | Velocitat(Mbps) | Transmissor                        | Variant     | Distància     |
| ------------------------- | --------------- | ---------------------------------- | ----------- | ------------- |
| Fibra monomode            | 400             | Làser de 1300 nm de longitud d'ona | 400-SM-LL-I | 2 m – 2 km    |
| Fibra monomode            | 200             | Làser de 1550 nm de longitud d'ona | 200-SM-LL-V | 2 m – >50 km  |
| Fibra monomode            | 200             | Làser de 1300 nm de longitud d'ona | 200-SM-LL-I | 2 m – 2 km    |
| Fibra monomode            | 100             | Làser de 1550 nm de longitud d'ona | 100-SM-LL-V | 2 m – >50 km  |
| Fibra monomode            | 100             | Làser de 1300 nm de longitud d'ona | 100-SM-LL-L | 2 m – 10 km   |
| Fibra monomode            | 100             | Làser de 1300 nm de longitud d'ona | 100-SM-LL-I | 2 m – 2 km    |
| Fibra multimode (50 µm)   | 400             | Làser de 800 nm de longitud d'ona  | 400-M5-SN-I | 0,5 m – 150 m |
| Fibra multimode (50 µm)   | 200             | Làser de 800 nm de longitud d'ona  | 200-M5-SN-I | 0,5 m – 300 m |
| Fibra multimode (50 µm)   | 100             | Làser de 800 nm de longitud d'ona  | 100-M5-SN-I | 0,5 m – 500 m |
| Fibra multimode (50 µm)   | 100             | Làser de 800 nm de longitud d'ona  | 100-M5-SL-I | 2 m – 500 m   |
| Fibra multimode (62,5 µm) | 400             | Làser de 800 nm de longitud d'ona  | 400-M6-SN-I | 0,5 m – 70 m  |
| Fibra multimode (62,5 µm) | 200             | Làser de 800 nm de longitud d'ona  | 200-M6-SN-I | 0,5 m – 150 m |
| Fibra multimode (62,5 µm) | 100             | Làser de 800 nm de longitud d'ona  | 100-M6-SN-I | 0,5 m – 300 m |
| Fibra multimode (62,5 µm) | 100             | Làser de 800 nm de longitud d'ona  | 100-M6-SL-I | 2 m – 175 m   |

## Infraestructura del canal de fibra
Els switches del canal de fibra es divideixen en dues classes. Aquesta classificació no és part de l'estàndard, i es deixa en mans del fabricant.
- Els switches directors es caracteritzen per oferir un elevat nombre de ports i un xassís modular (basat en plaques) sense punt únic de fallada (alta disponibilitat).
- Els switches anomenats fabric tenen normalment una configuració fixa (algunes vegades semi-modular) sense redundàncies.

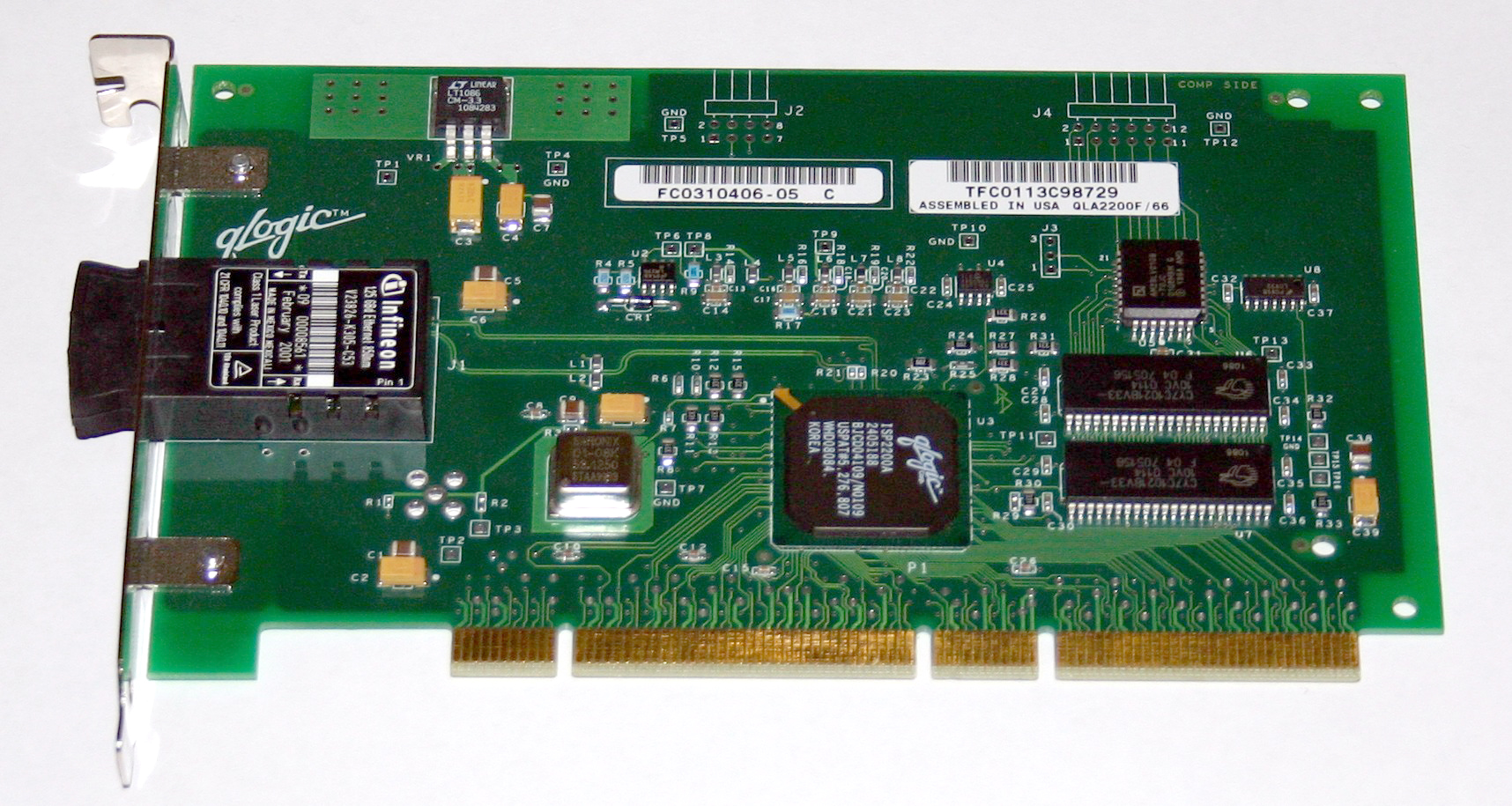
Host bus adapter.

Brocade, *Cisco y *McData disposen de commutadors tant directors como fabric. *QLogic Arxivat 2014-12-24 a Wayback Machine. disposa de switches fabric. Si s'utilitzen commutadors de diferents proveïdores en la mateixa instal·lació, treballaran per defecte en mode d'interoperabilitat, des habilitant algunes funcions avançades propietàries.

## Host bus adapters per al canal de fibra
Hi ha disponibles HBA per al canal de fibra per als principals sistemes, arquitectures d'ordinador i bus, incloent-hi PCI i SBus (ja obsolet). Cada HBA té un identificador únic (World Wide Name), similar a l'adreça MAC en Ethernet en el fet que utilitza un identificador únic repartit per rangs entre els fabricants (repartiment realitzat per IEEE), i que serveix al switch del canal de fibra per identificar les targetes (HBA) que té connectades. Però, els WWNs són més llargs (8 bytes). A més, es distingeixen dos tipus de WWNs en un HBA: WWN de node, compartit per tots els ports d'un adaptador de host, i un WWN de port, únic per cada port. Exemple de fabricants de HBAs: Emulex, LSI Logic,QLogic Arxivat 2014-12-24 a Wayback Machine., Alacritech y ATTO Technology.